# Бир-Хакейм (станция метро)
«Бир-Хакейм» (фр. Bir-Hakeim) — станция 6 линии парижского метрополитена, расположенная в XV округе.

## История
Станция была открыта 24 апреля 1906 года при продлении линии до площади Италии. До 18 июня 1949 года имела название Греней, после чего была переименована в Бир-Хакейм, в честь битвы при Бир-Хакейме.
Пассажиропоток по станции по входу в 2011 году, по данным RATP, составил 7 825 821 человек. В 2013 году этот показатель вырос до 8 157 090 пассажиров (30 место по уровню входного пассажиропотока в Парижском метро).

## Конструкция и оформление
Станция построена по проекту надземной крытой станции, аналогичному большинству надземных станций на линии 6 (кроме Пасси, Сен-Жака и Бель-Эр, расположенных непосредственно на поверхности земли). Оформление навеса сходно с тем, что использовался на надземных станциях линии 2, однако проект, использовавшийся на линии 6, отличается наличием общей крыши, накрывающей весь станционный комплекс.

## Достопримечательности
- Мост Бир-Хакейм, пешеходный и автомобильный, построенный в 1906 году, образует надземный перегон Пасси — Бир Хакейм шестой линии метро. С него открывается вид на Эйфелеву башню.
- Эйфелева башня

## Пересадка на наземный транспорт
- RER линия С. Станция Марсово поле — Эйфелева Башня